# Teolin (obwód grodzieński)
Teolin (biał. Цеалін, ros. Теолин) – wieś na Białorusi, w rejonie wołkowyskim obwodu grodzieńskiego, nad rzeką Roś, około 8 km na północ od Wołkowyska.

## Historia
Do pierwszej połowy XVIII wieku folwark (o nazwie wtedy Roś-Wołkowszczyzna) był prawdopodobnie własnością rodziny Olendzkich z pobliskiej Moczulny. Wtedy to Stefan Grabowski herbu Oksza (zm. w 1756 roku), starosta wisztyniecki (w latach 1715–1720) kupił ten majątek i zmienił jego nazwę na Teolin z miłości do swej żony, Teodory Stryjeńskiej (zm. w 1763 roku). Nie jest jednak wykluczone, że stało się to o jedno pokolenie później: możliwe, że majątek ten nabył syn Stefana, Tomasz Grabowski (zm. 1771), generał major wojsk litewskich w 1765 roku. Tomasz miał (z 2 żonami) 14 dzieci i jedno z nich zostało nazwane Teodora Anna i możliwe, że właśnie na cześć tej dziewczynki zmieniono nazwę majątku. Po Tomaszu dobra te odziedziczył jego syn z pierwszego małżeństwa Zygmunt Grabowski (1749–1809), krajczy wielki litewski, starosta tytularny krzemieńczucki, szambelan królewski i wołkowyski poseł na sejm 1790 roku. Kolejną znaną prawdopodobną właścicielką Teolina była wnuczka Zygmunta, Ewelina (ur. w 1823 roku), córka Ksawerego, żona Stefana Grabowskiego (1818–1871). W 1870 roku majątek należał jeszcze do Grabowskich, jednak dalsze losy jego własności nie są znane, przeszedł on w ręce rosyjskie. W okresie międzywojennym był własnością Rosjanina Stefana Dobyczyna i liczył wtedy 553 hektary ziemi.
Po III rozbiorze Polski w 1795 roku Teolin, wcześniej należący do powiatu wołkowyskiego województwa nowogródzkiego Rzeczypospolitej, znalazł się na terenie powiatu wołkowyskiego (ujezdu), wchodzącego w skład kolejno guberni: słonimskiej, litewskiej i grodzieńskiej Imperium Rosyjskiego. Po ustabilizowaniu się granicy polsko-radzieckiej w 1921 roku wieś wróciła do Polski, znalazła się w gminy wiejskiej Roś powiatu wołkowyskiego województwa białostockiego, od 1945 roku – Teolin był w ZSRR, od 1991 roku – na terenie Republiki Białorusi.
W 2009 roku w miejscowości mieszkały 123 osoby. Znajduje się tu sklep i poczta.

## Pałac

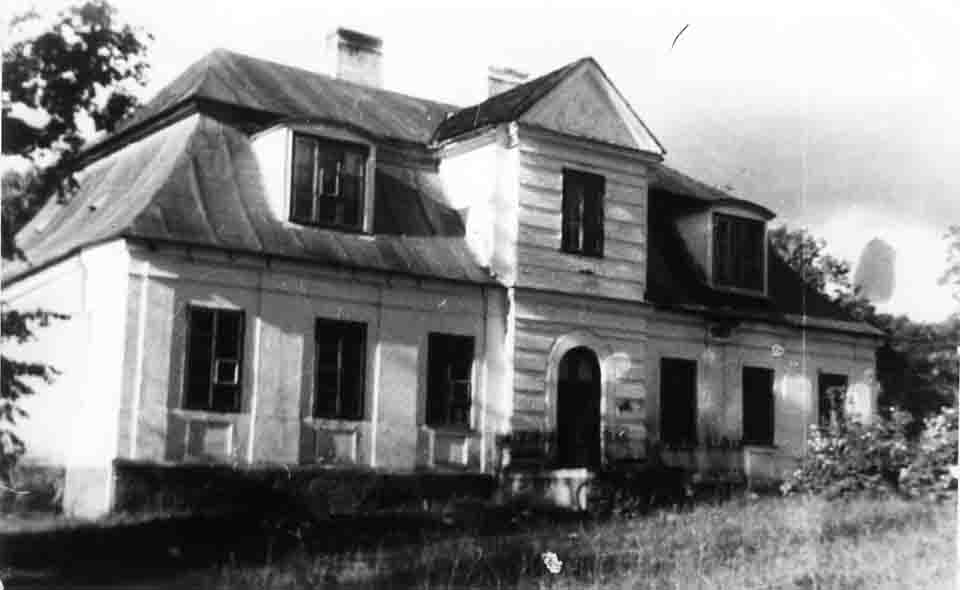
Oficyna pałacu Grabowskich w 1943 r.

Najprawdopdodobniej przed ślubem swej córki, Joanny, Tomasz Grabowski wybudował na wzgórzu nad rzeką Roś reprezentacyjny pałac. Jego forma nie jest znana, został zniszczony w czasie I wojny światowej. Jednak dwie wielkie (siedmioosiowe) oficyny, stojące kiedyś po obu stronach pałacu, które przetrwały do dzisiejszych czasów, dają wyobrażenie o przepychu rezydencji. Przed pałacem znajdował się otwarty dziedziniec. Od strony dziedzińca oficyny posiadały jednoosiowe płytkie piętrowe ryzality, pokryte boniami i zwieńczone trójkątnymi frontonami wypełnionymi sztukateriami. Narożniki oficyn oraz pola międzyokienne pokrywały szerokie pionowe pasy tynku, zaś płaszczyzny podokienne zajmowały prostokątne płyciny. Obie te budowle były przykryte wysokimi, łamanymi, czterospadowymi dachami, początkowo gontowymi, później częściowo blaszanymi.
Oficyny te zapewne już w okresie międzywojennym zostały zeszpecone umieszczonymi w dachach zamiast lukarn oknami dobudowanych w mansardach pokojów. Od strony skarpy oficyny miały sutereny mieszkalne i były wzmocnione potężnymi przyporami.
Po II wojnie światowej oficyny wyremontowano, dobudowano do nich piętra i w 1947 roku urządzono w nich sanatorium „Roś”, działające do 1983 roku. Od strony frontowej na budynkach zachowały się piętrowe płytkie ryzality zwieńczone trójkątnymi frontonami. Z dawnego zespołu dworskiego zachował się również budynek administracyjny. Wszystkie trzy budynki utrzymywane są w dobrym stanie. Obecnie mieści się tu rejonowy ośrodek opieki społecznej. Zachowały się również duże fragmenty parku krajobrazowego otaczającego ośrodek i obecnie jemu służącego.
Majątek w Teolinie jest opisany w 2. tomie Dziejów rezydencji na dawnych kresach Rzeczypospolitej Romana Aftanazego.

## Park
Siedzibę Grabowskich w Teolinie otaczał park urządzony na powierzchni ok. 8 ha, ogrodzony kamiennym murem.
W Teolinie umarł w 2009, prześladowany w okresie komunizmu, zesłaniec w ZSRR ks. kanonik Władysław Mieszczański, później proboszcz w parafiach Smolniki i Żyliny na Suwalszczyźnie..